# Esperiopsis megachela
Esperiopsis megachela är en svampdjursart som beskrevs av Arthur Dendy 1924. Esperiopsis megachela ingår i släktet Esperiopsis och familjen Esperiopsidae.
Artens utbredningsområde är havet kring Nya Zeeland. Inga underarter finns listade i Catalogue of Life.